# Dornier Do 18
До́рнье Do 18 (нем. Dornier Do 18) — немецкая летающая лодка времён Второй Мировой войны.

## Боевое применение
30 самолётов были поставлены люфтваффе с 1933 года по 1938 год, выполняя роль морских разведчиков дальнего действия. Do 18 должен был заменить Do 15, принадлежавшие люфтваффе. В целом была сохранена конфигурация Do 15 и типичный для Dornier двухреданный корпус. Задний редан плавно переходил в острую вертикальную кромку фюзеляжа с водяным рулём.
Do 18 стал первым самолётом, сбитым британскими самолётами (Blackburn Skua из 803 военно-морского эскадрона) в ходе Второй мировой войны. Лодка смогла совершить аварийную посадку, но была уничтожена британским эсминцем HMS Somali.

### Технические характеристики
- Экипаж: 4 человека
- Длина: 19,38 м
- Размах крыла: 23,7 м
- Высота: 5,32 м
- Площадь крыла: 98 м²
- Масса пустого: 5978 кг
- Максимальная взлётная масса: 10795 кг
- Двигатели: 2× 6-цилиндровых поршневых двигателя Junkers Jumo 205

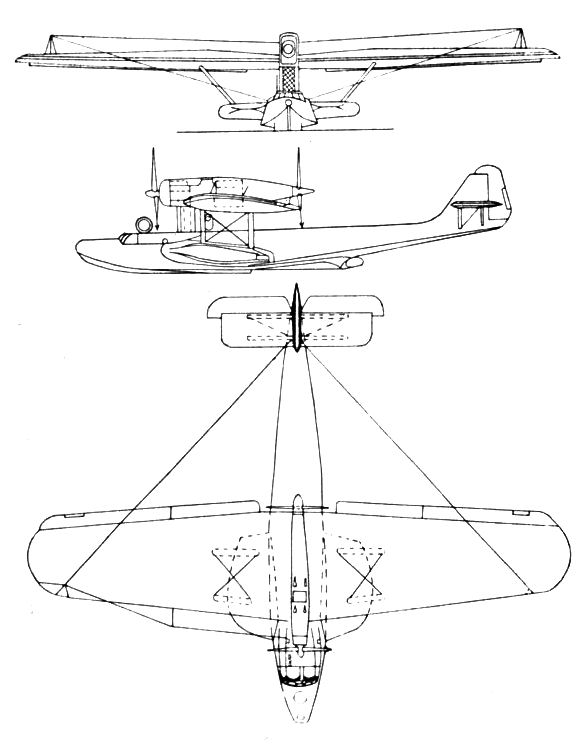
Dornier Do 18

- Мощность: 2× 867 л.с. (647 кВт)

### Лётные характеристики
- Максимальная скорость: 265 км/ч
- Крейсерская скорость: 164 км/ч
- Практическая дальность: 3500 км
- Практический потолок: 4200 м
- Скороподъёмность: 3,5 м/с

### Вооружение
- Пулемётное:
  - 1× 13 мм MG 131 пулемёт в открытом носовом положении
  - 1× MG-151/20
- Бомбовая нагрузка
  - 2×50 на крыльевых бомбодержателях